# Наоя Шига
Наоя Шига (на японски: 志 賀 直 哉; на английски: Naoya Shiga; 1883 – 1971) е японски писател на произведения в жанра романи и публицистика, живял по времето на царуването на императорите Тайшо и Шова. Той е обявен за покровител на литературата и има голямо влияние върху много известни романисти в Япония.

## Ранен живот
Наоя Шига е роден в град Ишиномаки, префектура Мияги, Япония. Баща му, който произхожда от самурайски род, е бил банкер на служба в „Soma Domain“. Около 1886 г. семейството се премества в Токио, когато той е на три години. Този факт е причина Наоя Шига да остане да живее със своите баби и дядовци, които в голяма степен стават отговорни за отглеждането му. През 1896 г. майката на Наоя Шига умира, когато той е само тринадесетгодишен, а баща му не след дълго отново се жени, което повлиява отрицателно на връзката между двамата. Тя става все по-обтегната между тях, особено след като Наоя Шига приема християнството от Учимура Канцо (писател и християнски евангелист).
Наоя Шига завършва началното си образование в престижното училище „Gakushuin“, а след това през 1906 година се записва в английския литературен факултет на имперския университет в Токио. Въпреки положените усилия той остава посредствен студент и напуска университета през 1910 година без да се дипломира. По време на годините прекарани в училището „Gakushuin“ Наоя Шига става близък приятел със Санеацу Мушанокоджи и Киношита Риген. Известността и литературната кариера на Шига започва в списание „Boya“, което е разпространявано в малка литературна група в училището. През 1910 г. той публикува статията „Abashiri made“ в първия брой на литературното списание „Shirakaba“. По това време отношенията на Наоя Шига с баща му окончателно се влошават поради бащиното неодобрение на избора на Шига за литературна кариера.

## Литературна биография
В литературните среди се смята, че Наоя Шига е усъвършенствал японския литературен стил (разказ), или по-точно така наречения „Watakushi shosetsu“ стил, който използва субективните спомени на авторите за техния собствен ежедневен живот. Създадената добра репутация за този стил е изявена в някои негови творби, като например в „Kamisori“ (1910), „Seibei to hyotan“ (1913) и „Manazuru“ (1920), „Otsu Junkichi“ (1912), „Wakai“ (1917), и най-вече в романа „An'ya Koro“ (1921 – 1937), който е публикуван в радикално-социалистическото списание „Kaizo“.
Неговият стил повлиява на много писатели като Хироюки Агава, но други негови съвременници, включително и Осаму Дадай са силно критични към този стил. След като Наоя Шига се жени за братовчедката на Санеацу Мушанокоджи през 1914 г., която е вдовица с дете, прекъсването на отношенията с баща му става пълно и той е принуден да се откаже от наследството си. Въпреки това след раждането на втората му дъщеря през 1917 г. той се помирява с баща си.
През целия си живот Наоя Шига се мести да живее на различни места повече от двадесет пъти, което го вдъхновява да пише кратки истории, свързани с местата в Япония, където той е живял. Един от по-дългите му престои е в град Нара, където живее в къща, която се е намирала непосредствено пред Нара Парк в периода 1925 – 1938 година. Поради редовната посещаемост на хора от литературния свят, къщата е наречена „Takabatake Salon“ – на името на квартала. Днес тази къща е запазена в автентичен стил и е отворена за обществеността като къща музей. В нея често са гостували много от приятелите на Наоя Шига, включително писателят Казуо Хироцу и режисьора Ясужиро Озу.
Други известни творби на Наоя Шига са „An’ya koro“, „Kinosaki nite“, „Wakai“, „Abashiri made“, „Ozu Junkichi“, „Seibei to hyotan“, „Kozo no kamisama“, „Akanishi Kakita“ и др.
Наоя Шига повлиява върху съдбата на много автори, специализирани в автобиографичния роман. През последните 35 години от живота си той се изявява в различни литературни списания, където си спомня за предишния си интерес към християнството. Неговите почитатели го наричат кралят на фантастиката („shosetsu no kamisama“). Наоя Шига умира след дълго и продължително боледуване от пневмония на 88-годишна възраст. През 1949 г. романиста-пацифист Наоя Шига е награден с отличието „Кавалер на ордена на културата“ от японското правителство. 